# لي فروست (كاتب)
لي فروست (بالإنجليزية: Lee Frost)‏ هو كاتب سيناريو أمريكي، ولد في 14 أغسطس 1935 في غلوب في الولايات المتحدة، وتوفي في 25 مايو 2007 في نيو أورلينز في الولايات المتحدة.

## وصلات خارجية
- لي فروست على موقع IMDb (الإنجليزية)
- لي فروست على موقع ألو سيني (الفرنسية)
- لي فروست على موقع أول موفي (الإنجليزية)
- لي فروست على موقع قاعدة بيانات الأفلام السويدية (السويدية)
- لي فروست على موقع قاعدة بيانات الفيلم (الإنجليزية)